# Нафтобаза

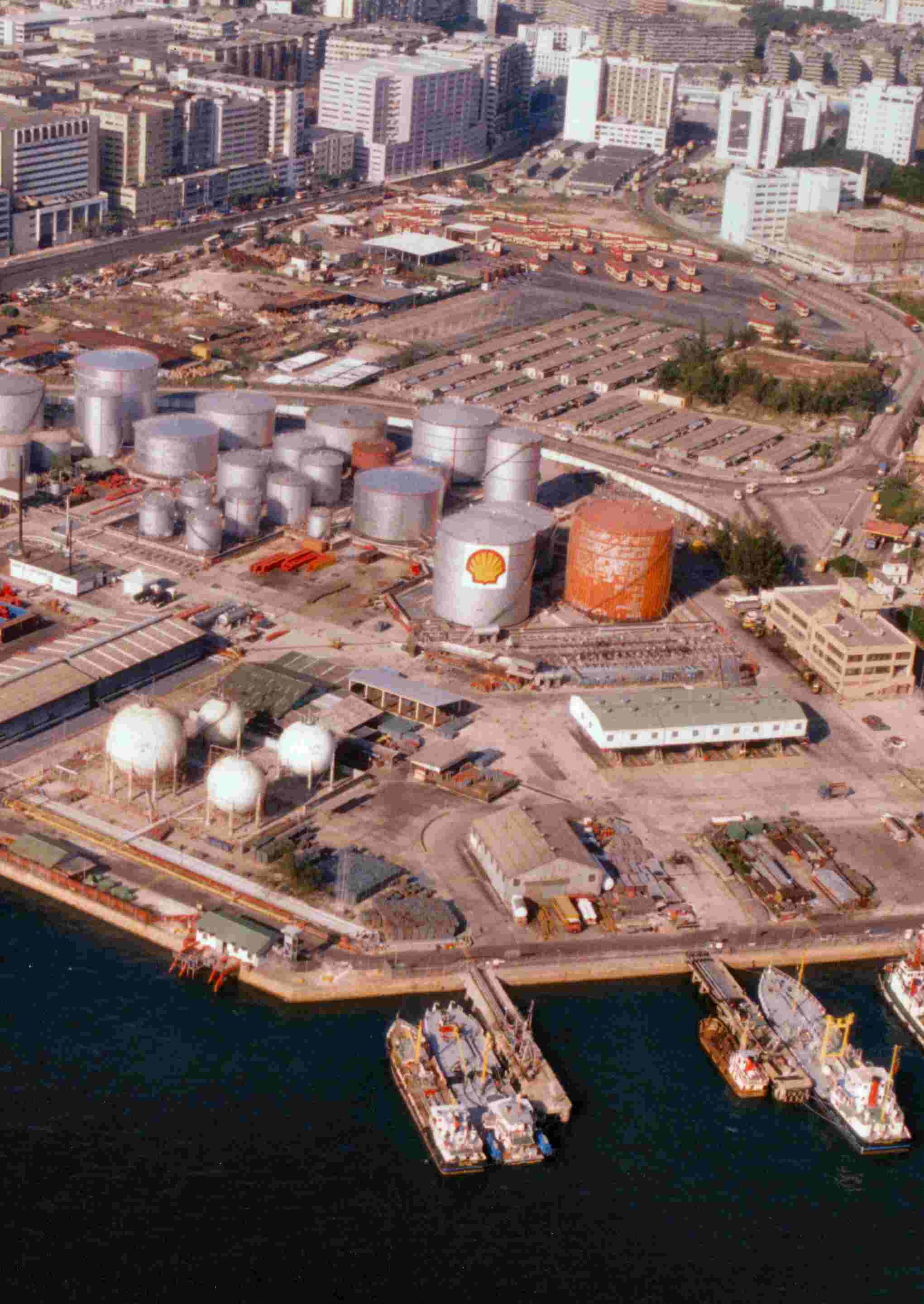
Нафтосховище. Гонконг.

Схема нафтобази: 1 — причал; 2 — залізничний тупик; 3 — зливно-наливна естакада; 4 — нульовий резервуар; 5 — насосна; 6 — маніфольд; 7 — лабораторія; 8 — резервуари; 9 — мірник; 10 — піноакумуляторна станція; 11 — автоестакада; 12 — розливна; 13 — тарний склад; 14 — котельня; 15 — розвантажувальний майданчик; 16 — водонасосна; 17 — електростанція.

Нафтобаза (англ. oil tank farm, bulk plant, petroleum storage depot, нім. Öltanklager n) — комплекс споруд і пристосувань для приймання, зберігання, перевантаження з одного виду транспорту на інший і відпускання нафти і нафтопродуктів.
Нафтобази розрізняють:
- за характером операцій — перевалочні, розподільні, перевалочно-розподільні та призаводські;
- за способом постачання — водні (морські й річкові), залізничні, трубопровідні, автотранспортні;
- за номенклатурою нафтопродуктів і нафт, що зберігаються.

Залежно від сумарної місткості резервуарів і тари для зберігання нафти та нафтопродуктів поділяються на 3 категорії:
- І — понад 100000 м³,
- II — від 20000 до 100000 м³,
- III — до 20000 м³.

Нафтобази також поділяються за характером своєї оперативної діяльності та умовами завезення і вивезення нафтопродуктів: перевалочні нафтобази, сировинні й товарні призаводські нафтобази, завізні нафтобази, розподільчі тощо. Існує багато нафтобаз змішаного типу, які одночасно виконують перевалочні, завізні й розподільчі операції.
На нафтобазах проводять такі основні операції:
1. прийом нафтопродуктів, що доставляються на базу в залізничних цистернах, нафтоналивних судах, по трубопроводах тощо;
2. зберігання нафтопродуктів в резервуарах і тарних сховищах;
3. відпускання великих партій нафтопродуктів в залізничні цистерни, нафтоналивні судна, трубопроводи;
4. відпускання малих об'ємів нафтопродуктів дрібним споживачам через розливні автоколонки й тарні склади в контейнери, бочки, бідони;
5. підігрів застигаючих і в'язких нафтопродуктів в резервуарах, залізничних цистернах, нафтоналивних судах, трубопроводах.

Крім того, на нафтобазах можуть проводитися і допоміжні операції: очищення, освітлення і регенерація мастил, виготовлення дрібної тари тощо. На сировинних призаводських нафтобазах, при необхідності, роблять зневоднення і знесолення сирих нафт.
Вся територія нафтобази розбивається на шість зон: 
I — зона прийому та відпуску нафтопродуктів;
II — зона зберігання;
III — оперативна зона;
IV — зона допоміжних технічних споруд;
V — адміністративно-господарська зона;
VI — зона очисних споруд.
Зона прийому та відпуску нафтопродуктів включає споруди, призначені для прийому та відпускання нафтопродуктів великими партіями. До складу споруд цієї зони входять причали, залізничні тупики зі зливно-наливними естакадами, насосна з обв'язкою і лабораторія для проведення аналізу нафтопродуктів.
У зону зберігання входить резервуарний парк з мірниками для вимірювання невеликих партій нафтопродуктів. У цій зоні розміщується піноакумуляторна станція для вироблення піни, необхідної при гасінні палаючих резервуарів.
Об'єкти першої й другої зон з'єднані між собою мережею трубопроводів, що дозволяють направляти нафтопродукти з одного об'єкта в інший.
В оперативній зоні проводиться відпускання нафтопродуктів дрібними партіями в автоцистерни, контейнери, бочки, бідони. У цій зоні розміщуються автоестакади для відпускання нафтопродуктів в автоцистерни, розливні станції для розливу нафтопродуктів у бочки й бідони, тарні склади, де зберігаються в дрібній тарі розфасованих нафтопродуктів, автомобільні ваги для зважування порожніх і навантажених автомобілів.
Зона допоміжних технічних споруд призначена для обслуговування основних об'єктів нафтобази. До неї входять такі споруди: розвантажувальний майданчик, призначений для розвантажування прибулого залізницею обладнання, матеріалів, запасних частин і нафтопродуктів в тарі; складські приміщення; котельня для постачання парою силових установок, а також підігріву нафтопродуктів і опалення приміщень; механічна майстерня; бондарний цех; електростанція або трансформаторна підстанція; водонасосна з резервуарами або водонапірною баштою.
Зона адміністративно-господарських споруд охоплює контору з прохідною, пожежне депо, будівлю охорони нафтобази, гараж.
У зоні очисних споруд розташовуються об'єкти для очищення зливних вод і збору пролитих на території нафтобази продуктів. До складу споруд цієї зони входять пісковловлювач, нафтовловлювач, аварійний амбар, муловий майданчик.
Всі об'єкти нафтобази(котельні, насосні, естакади) з'єднані між собою промисловими комунікаціями до яких відносяться електрична мережа, водопровід, парова мережа тощо.